# Cricklade
Cricklade är en småstad och civil parish i grevskapet Wiltshire i södra England. Staden ligger i enhetskommunen Wiltshire vid floden Themsen, mittemellan städerna Swindon och Cirencester. Tätorten (built-up area) hade 4 031 invånare vid folkräkningen år 2021. Cricklade nämndes i Domedagsboken (Domesday Book) år 1086, och kallades då Crichelade.